# Anton Blidh
Anton Blidh, född 14 mars 1995 i Mölnlycke, är en svensk professionell ishockeyspelare som spelar för New York Rangers i National Hockey League (NHL). Blidh valdes av Boston Bruins i sjätte rundan (180:e totalt) i NHL Entry Draft 2013.

## Statistik

### Klubbkarriär
| 2012–13    | Frölunda HC       | J20        | 43 | 17 | 10 | 27 | 80 | 6  | 1 | 2 | 3 | 0 |
| 2013–14    | Frölunda HC       | J20        | 27 | 11 | 14 | 25 | 20 | —  | — | — | — | — |
| 2013–14    | Frölunda HC       | SHL        | 24 | 0  | 5  | 5  | 2  | 6  | 1 | 2 | 3 | 0 |
| 2013–14    | Karlskrona HK     | Allsv      | 11 | 1  | 1  | 2  | 6  | —  | — | — | — | — |
| 2014–15    | Frölunda HC       | J20        | 1  | 1  | 1  | 2  | 2  | —  | — | — | — | — |
| 2014–15    | Frölunda HC       | SHL        | 48 | 5  | 0  | 5  | 26 | 13 | 1 | 0 | 1 | 4 |
| 2015–16    | Providence Bruins | AHL        | 65 | 10 | 4  | 14 | 48 | —  | — | — | — | — |
| 2016–17    | Providence Bruins | AHL        | 53 | 10 | 6  | 16 | 41 | 17 | 1 | 0 | 1 | 6 |
| 2016–17    | Boston Bruins     | NHL        | 19 | 1  | 1  | 2  | 7  | —  | — | — | — | — |
| 2017–18    | Providence Bruins | AHL        | 71 | 11 | 15 | 26 | 36 | 4  | 2 | 0 | 2 | 6 |
| 2017–18    | Boston Bruins     | NHL        | 1  | 0  | 0  | 0  | 0  | —  | — | — | — | — |
| 2018–19    | Providence Bruins | AHL        | 74 | 10 | 13 | 23 | 94 | 4  | 1 | 1 | 2 | 2 |
| 2018–19    | Boston Bruins     | NHL        | 1  | 0  | 0  | 0  | 0  | —  | — | — | — | — |
| 2019–20    | Providence Bruins | AHL        | 4  | 2  | 0  | 2  | 14 | —  | — | — | — | — |
| 2019–20    | Boston Bruins     | NHL        | 7  | 0  | 0  | 0  | 0  | —  | — | — | — | — |
| 2020–21    | Boston Bruins     | NHL        | 10 | 1  | 0  | 1  | 6  | —  | — | — | — | — |
| 2020–21    | Providence Bruins | AHL        | 11 | 3  | 4  | 7  | 14 | —  | — | — | — | — |
| 2021–22    | Boston Bruins     | NHL        | 32 | 2  | 7  | 9  | 24 | —  | — | — | — | — |
| SHL totalt | SHL totalt        | SHL totalt | 72 | 5  | 5  | 10 | 28 | 19 | 2 | 2 | 4 | 4 |
| NHL totalt | NHL totalt        | NHL totalt | 70 | 4  | 8  | 12 | 37 | —  | — | — | — | — |

### Internationellt
| År            | Lag           | Turnering     | Resultat      |    | Matcher | Mål | Assist | Poäng | Utv |
| ------------- | ------------- | ------------- | ------------- | -- | ------- | --- | ------ | ----- | --- |
| 2013          | Sverige       | U18           | 5:a           | 5  | 1       | 0   | 1      | 0     |     |
| 2015          | Sverige       | JVM           | 4:a           | 7  | 1       | 2   | 3      | 4     |     |
| Junior totalt | Junior totalt | Junior totalt | Junior totalt | 12 | 2       | 2   | 4      | 4     |     |